# Districte de Nidau

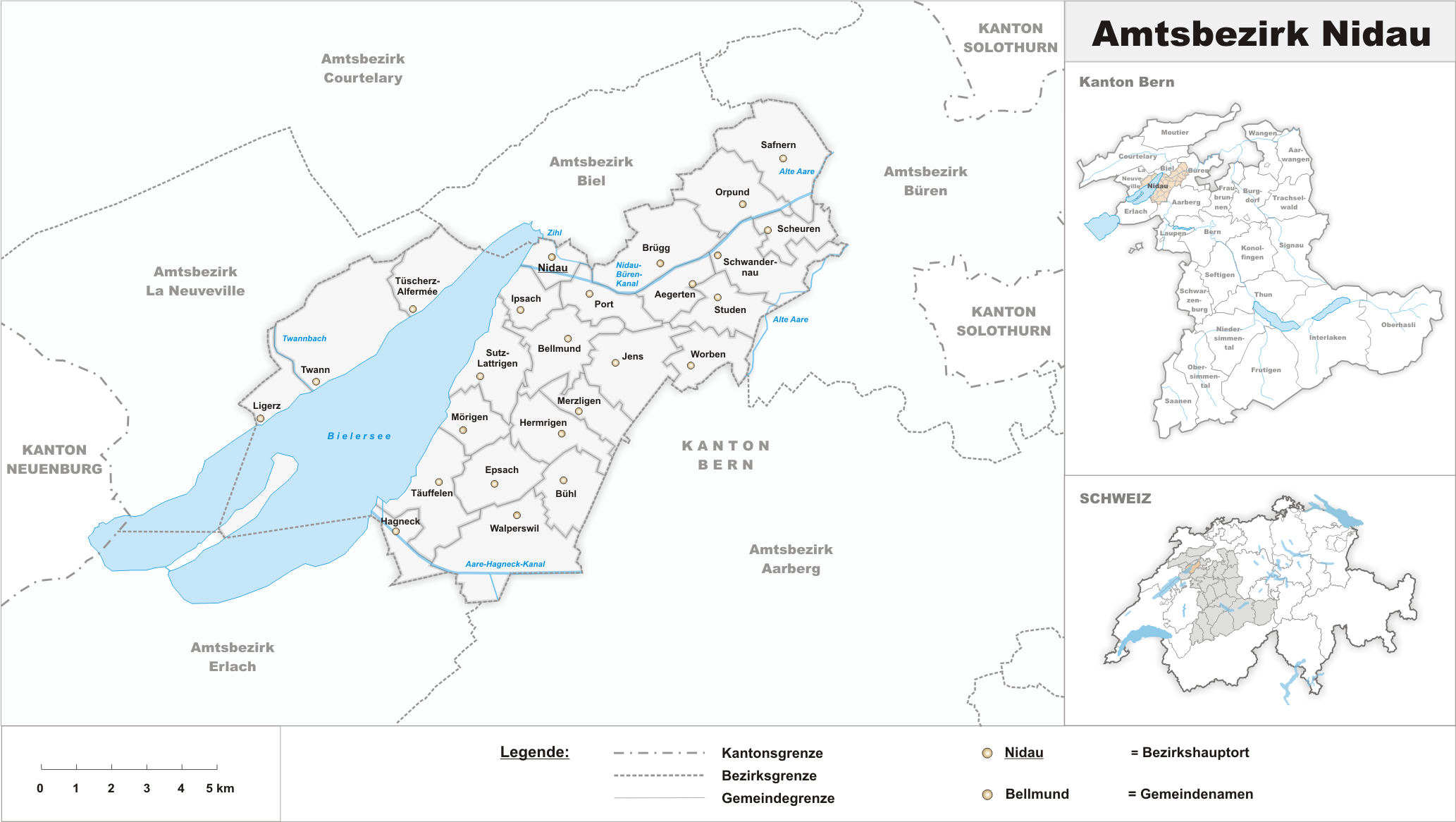
El districte de Nidau

El districte de Nidau és un dels 26 districtes del Cantó de Berna (Suïssa), té 40728 habitants (cens de 2007) i una superfície de 88 km². El cap del districte és Nidau està format per 25 municipis. Es tracta d'un districte amb l'alemany com a llengua oficial.

## Municipis
| Municipi          | Habitants (31. Dez. 2007) | Superfície en km² |
| ----------------- | ------------------------- | ----------------- |
| Aegerten          | 1656                      | 2.1               |
| Bellmund          | 1371                      | 3.8               |
| Brügg             | 3962                      | 5.0               |
| Bühl              | 421                       | 3.0               |
| Epsach            | 343                       | 3.4               |
| Hagneck           | 418                       | 1.8               |
| Hermrigen         | 264                       | 3.5               |
| Ipsach            | 3747                      | 1.9               |
| Jens              | 648                       | 4.6               |
| Ligerz            | 507                       | 1.8               |
| Merzligen         | 404                       | 2.3               |
| Mörigen           | 841                       | 2.2               |
| Nidau             | 6652                      | 1.5               |
| Orpund            | 2620                      | 4.0               |
| Port              | 3206                      | 2.5               |
| Safnern           | 1839                      | 5.6               |
| Scheuren          | 452                       | 2.1               |
| Schwadernau       | 623                       | 4.1               |
| Studen (BE)       | 2642                      | 2.7               |
| Sutz-Lattrigen    | 1303                      | 3.6               |
| Täuffelen         | 2523                      | 4.4               |
| Tüscherz-Alfermée | 309                       | 3.3               |
| Twann             | 818                       | 9.1               |
| Walperswil        | 890                       | 7.0               |
| Worben            | 2269                      | 2.8               |
| Total (25)        | 40'728                    | 88.1              |